# Manic Pixie Dream Girl
Manic Pixie Dream Girl (MPDG) (aus dem Englischen, auf Deutsch in etwa manisches Fee-Traummädchen) bezeichnet einen Charaktertypus in Filmen. Der US-amerikanische Filmkritiker Nathan Rabin prägte den Begriff, nachdem er Kirsten Dunsts Figur in Elizabethtown (2005) gesehen hatte. Er schrieb, dass das MPDG „nur in der fiebrigen Vorstellung sensibler Autoren und Regisseure“ existiere, „um nachdenklichen, schmachtenden jungen Männern beizubringen, das Leben und seine unendlichen Geheimnisse und Abenteuer zu umarmen“.

## Beispiele
MPDGs sind in der Regel statische Figuren, die exzentrische Eigenarten haben und ungeniert mädchenhaft sind. Sie dienen immer als Objekt der Begierde für einen (meist nachdenklichen oder depressiven) männlichen Protagonisten. Beispiele für eine MPDG werden im Folgenden beschrieben:
- Natalie Portmans Figur in dem Film Garden State (2004), geschrieben und inszeniert von Zach Braff. Roger Ebert schrieb in seiner Rezension von Garden State, Portmans Figur sei „one of those creatures you sometimes find in the movies, a girl who is completely available, absolutely desirable and really likes you“ („eines dieser Geschöpfe die man manchmal in Filmen vorfindet, ein Mädchen das vollständig verfügbar und absolut begehrenswert ist und das Dich mag“).[2]
- Die Online-Zeitung A.V. Club verweist auf Katharine Hepburns Figur in Leoparden küßt man nicht (1938) als eines der frühesten Beispiele für diesen Archetyp.[3]
- Kaori Miyazono in Shigatsu wa Kimi no Uso – Sekunden in Moll (Live-Action-Film 2016, Zeichentrickserie 2014)[4][5]
- Maggie Gyllenhaals Figur in dem Film Schräger als Fiktion (2006)[6]
- Christiane Pauls Figur in dem Film Im Juli (2000)
- Zooey Deschanel in dem Film (500) Days of Summer (2009)
- Luna Wedlers Figur in dem Film Das schönste Mädchen der Welt (2018)

## Vergleich mit anderen Typen
Das Manic Pixie Dream Girl ist mit einem anderen Typus vergleichbar, dem Magical Negro – einer schwarzen Figur, die nur zu existieren scheint, um dem weißen Retter-Protagonisten geistigen und moralischen Beistand zu leisten. In beiden Fällen hat der Typus kein erkennbares Seelenleben und dient in der Regel nur dem Zweck, dem Protagonisten wichtige Lebenslektionen zu erteilen.

## Kritik
Der Begriff wurde verschiedentlich kritisiert. Die Drehbuchautorin Zoe Kazan schrieb: „Ich denke, wenn man alle individuellen, originellen und schrulligen Frauen in einen Topf wirft, dann löscht man alle Unterschiede aus.“ Auch Rabin selbst ist inzwischen etwas abgerückt und spricht davon, dass der Begriff häufig in sexistischer Weise verwendet worden sei und ebenso zum Klischee geworden sei wie das MPDG-Bild selbst.